# Bagdadska vrata
Bagdadska vrata (arabsko أبواب بغداد) so več bab, v arabščini 'vrata', povezanih z obzidjem, ki obdaja mesto Bagdad. Vrata in obzidje so bili zasnovani za zaščito mesta pred tujimi vpadi. Nekateri sestavni deli segajo v obdobje Abasidov, drugi pa so bili ohranjeni in prenovljeni v času Osmanov.

## Zgodovina
Okroglo mesto Bagdad je zgradil abasidski kalif Abu Dža'far Al-Mansur v letih 762–768, obdano z ograjenimi prostori s štirimi vrati, in sicer Bab al-Kufa ('vrata Kufe'), Bab al-Šam ('vrata al-Šama' ali 'Damaska'), Bab al-Horasan ('vrata Horasana') in Bab al-Basra ('vrata Basre'). Vendar so bila ta štiri vrata sčasoma uničena. Danes je to območje soseska Karkh v okrožju Mansur, ki je na jugozahodu Bagdada.
V pozni abasidski dobi je 28. kalif al-Mustazhir pripravil načrt za razširitev ograjenega prostora z dodatnimi zidovi, vrati, jarki in ovirami proti vsiljivcem. Načrt širitve je bil izveden med vladavino naslednjega kalifa al-Mustaršida in zgrajena so bila dodatna štiri vrata, in sicer Bab al-Muadham, Bab ash-Šarqi, Bab al-Talsim in Bab al-Vastani. Ta štiri vrata so ostala še dolgo po padcu Abasidskega kalifata.

## Vrata

### Glavna vrata
- Bab al-Muadham (arabsko باب المعظم), znana tudi kot Bab al-Sultan, so bila na začetku ulice Al-Muadi v bližini mošeje Abu Hanifa v okrožju Adhamija. Ostankov vrat ni več, saj so jih po zavezniškem zavzetju Bagdada porušili. Danes se po njegovem imenu imenuje okolica, ki velja za eno od središč Bagdada.
- Bab ash-Sharqi (arabsko باب الشرقي) so v četrti aš-Šarki starega Bagdada na koncu ulice Al Rašid. Izvor vrat so bagdadska vrata v osmanski dobi. Vrata so bila po zavezniškem zajetju leta 1917 spremenjena v cerkev in kasneje leta 1937 porušena.
- Bab Al-Talsim (arabsko باب الطلسم), znana tudi kot Bab al-Halba ali Talismanska vrata, je leta 1220 razširil in obnovil kalif al-Nasir, ki je zapustil okrasne frize in napise okoli vrat. Vrata so leta 1917 med umikom iz Bagdada uničile osmanske čete, da bi preprečile, da bi jih napredujoče zavezniške sile spremenile v skladišče.[3] Vrata je opisal že Ibn Džubair leta 1185 in so omenjena v poročilih o mongolskem obleganju Bagdada (1258). Pred letom 1221 so bila znana kot "Bela vrata" (Bab Halba). Igrišče za polo pred vrati je leta 1086 slovesno odprl seldžuški sultan Malik Šah. Leta 1638 je vrata po osvojitvi mesta zaprl in zazidal osmanski sultan Murat IV. Kamnite figure, ki predstavljajo vladarja, ki sedi s prekrižanimi nogami med dvema zmajema, niso zanesljivo pripisane nobenemu vladarju, vendar morda pripadajo obdobju Murata IV.[4][5][6] Prekrižane noge je lahko tudi personifikacija sonca.[7][8]

Na steni nad vrati je bil napis, ki omenja kalifa kot »imama, ki se mu mora podrediti celotno človeštvo«, pa tudi »kalifa, ki ga je začel gospodar sveta in ki je dokaz za Alah vsega bitja«.
- Bab al-Vastani (arabsko باب الوسطاني), znana tudi kot Bab Horasan, so edina preostala vrata danes. Vrata so znana po tem, da so v bližini mavzoleja Umarja Suhravardija. V poznem 20. stoletju je bila lokacija obnovljena, kar je mogoče spregledati z avtoceste Muhammad al-Qassim. Istočasno so bili okoliški grobovi in mošeje, ki segajo v obdobje Abasidov, znani kot pokopališče Al-Vardija, izkopani, da bi zgradili infrastrukturo za turizem okoli vrat.[10]

### Druga vrata
- Bab al-Aga (arabsko باب الأغا) so v današnji soseski Bab al-Aga.
- Bab Aš-Šajkh (arabsko باب الشيخ) (okrajšava od Aš-Šajkh Abdul-Kadir al-Kilani) so vrata v današnji soseski Bab al-Šarki.